# Veronica capitata
Veronica capitata är en grobladsväxtart som beskrevs av John Forbes Royle och George Bentham. Veronica capitata ingår i släktet veronikor, och familjen grobladsväxter. Inga underarter finns listade i Catalogue of Life.